# Deux-Ponts
Pour les articles homonymes, voir Deux (homonymie) et Pont (toponymie).
Deux-Ponts (en allemand : Zweibrücken, /ˈt͡svaɪ̯ˌbʁʏkn̩/, ? Écouter [Fiche] ; en palatin : Zweebrigge) est une ville allemande, située dans le Land de Rhénanie-Palatinat. Avec un peu plus de 30 000 habitants, c'est la ville-arrondissement la plus petite d'Allemagne.

## Histoire
| Appartenances historiques Comté de Sarrebruck 1170-1182 Comté de Deux-Ponts 1182-1394 Palatinat du Rhin 1394-1410 Palatinat-Simmern-Deux-Ponts 1410-1459 Palatinat-Deux-Ponts 1410-1797 République cisrhénane (Mont-Tonnerre) 1797-1802 République française (Mont-Tonnerre) 1802-1804 Empire français (Mont-Tonnerre) 1804-1813 Royaume de Bavière 1815-1918 République de Weimar 1918-1933 Reich allemand 1933-1945 Allemagne occupée 1945-1949 Allemagne 1949-présent |

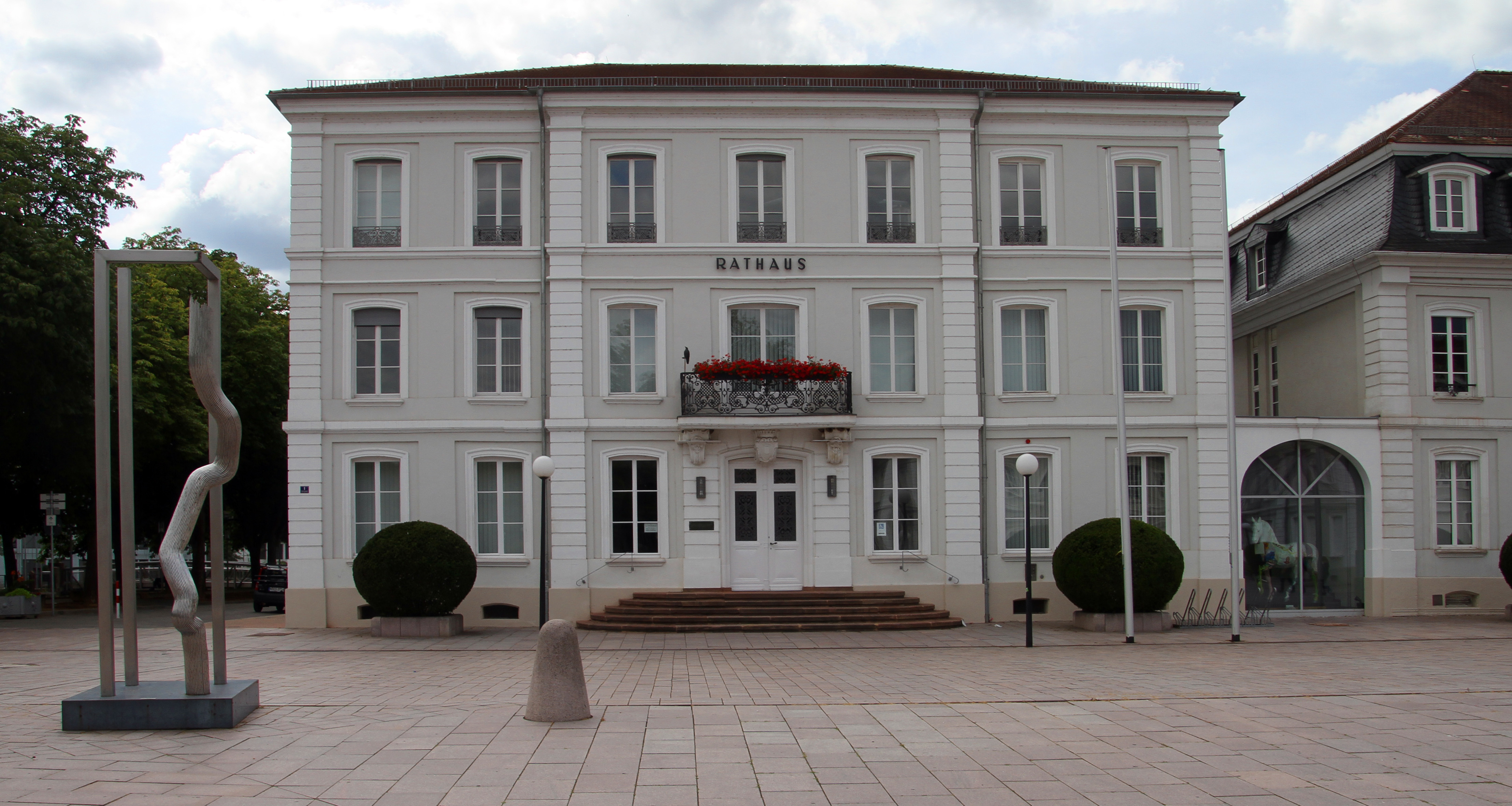
Mairie.

Deux-Ponts apparaît pour la première fois dans des documents en l'an 1170. Le comté de Deux-Ponts est créé en 1182 par démembrement du comté de Sarrebruck, vassal de l'évêque de Metz.
Entre 1295 et 1333, une succession sépare le comté de Deux-Ponts en deux entités autonomes : l'une d'entre elles deviendra le comté de Deux-Ponts-Bitche et les comtes palatins du Rhin hériteront de la seconde en 1394, formant le Duché de Palatinat-Deux-Ponts.
La ville fut durement touchée par la guerre de Trente Ans et fut entièrement rasée par les troupes françaises en 1635. La population subit un véritable massacre, tout comme la proche région du Palatinat qui vit s'installer les nouvelles frontières de l'Est du royaume de France.
Lorsque Charles X Gustave de Suède, le fils de Jean Casimir, comte du Palatinat-Deux-Ponts, succède à Christine de Suède sur le trône suédois, Deux-Ponts forme une union personnelle avec la Suède jusqu'en 1718.
En 1731, la lignée des Zimmern-Veldenz, ducs de Deux-Ponts, disparaît et le duché passe à la branche de Birkenfeld, puis tombe sous la domination de la Bavière en 1799. Lors du traité de Lunéville en 1801, Deux-Ponts est cédée à la France ; lors de son rattachement à l'Allemagne en 1814 la plus grande partie du territoire est donnée à la Bavière, le reste à l’Oldenburg et au royaume de Prusse. La ville de Deux-Ponts devient une partie de la région palatine du royaume de Bavière.
Le dernier grand événement avant la Première Guerre mondiale est l'inauguration du Rosengarten (roseraie) par la princesse Hildegarde Maria de Bavière en juin 1914. 

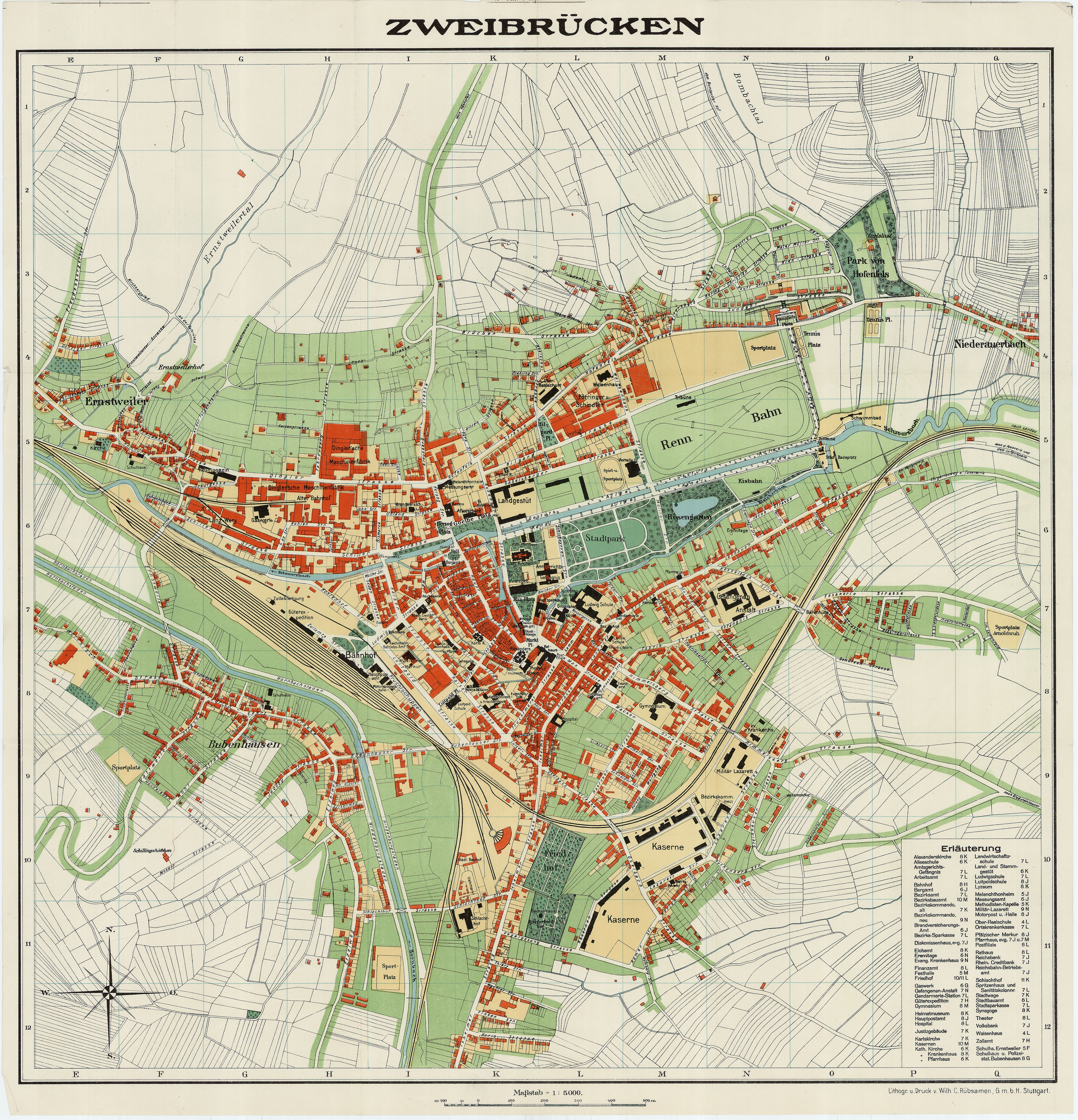
Plan du centre-ville de 1919.

En conséquence de la Première Guerre mondiale, Deux-Ponts est occupée par les troupes françaises entre 1918 et 1930. 
Lors de la nuit de Cristal en 1938, la synagogue est détruite. Avec le déclenchement de la Seconde Guerre mondiale, la ville est évacuée en 1939-1940, car elle se trouve sur la ligne Siegfried. Peu de temps avant la fin de la guerre, le 14 mars 1945, la ville est presque complètement détruite par les bombardements de l'aviation royale du Canada, avec plus de 200 morts. Le 20 mars, l'armée américaine atteint Deux-Ponts. 
La ville fait partie du nouveau land de Rhénanie-Palatinat après la guerre.
En 1990, la ville subit un changement majeur. Avec le départ des Américains, le domaine militaire devient libre, ce qui correspond à un tiers de la surface totale de la ville. Le taux de chômage a augmenté d'environ 21 %, conduisant à une baisse de la demande dans le commerce de détail d'environ 25 %. Ces événements conduisent la ville à des décisions rapides et inventives, les modifications qui en résultent constituent un modèle pour les autres collectivités. Dans le cœur de la ville, une zone piétonnière comprenant des bâtiments historiques restaurés a été créée.

## Quartiers

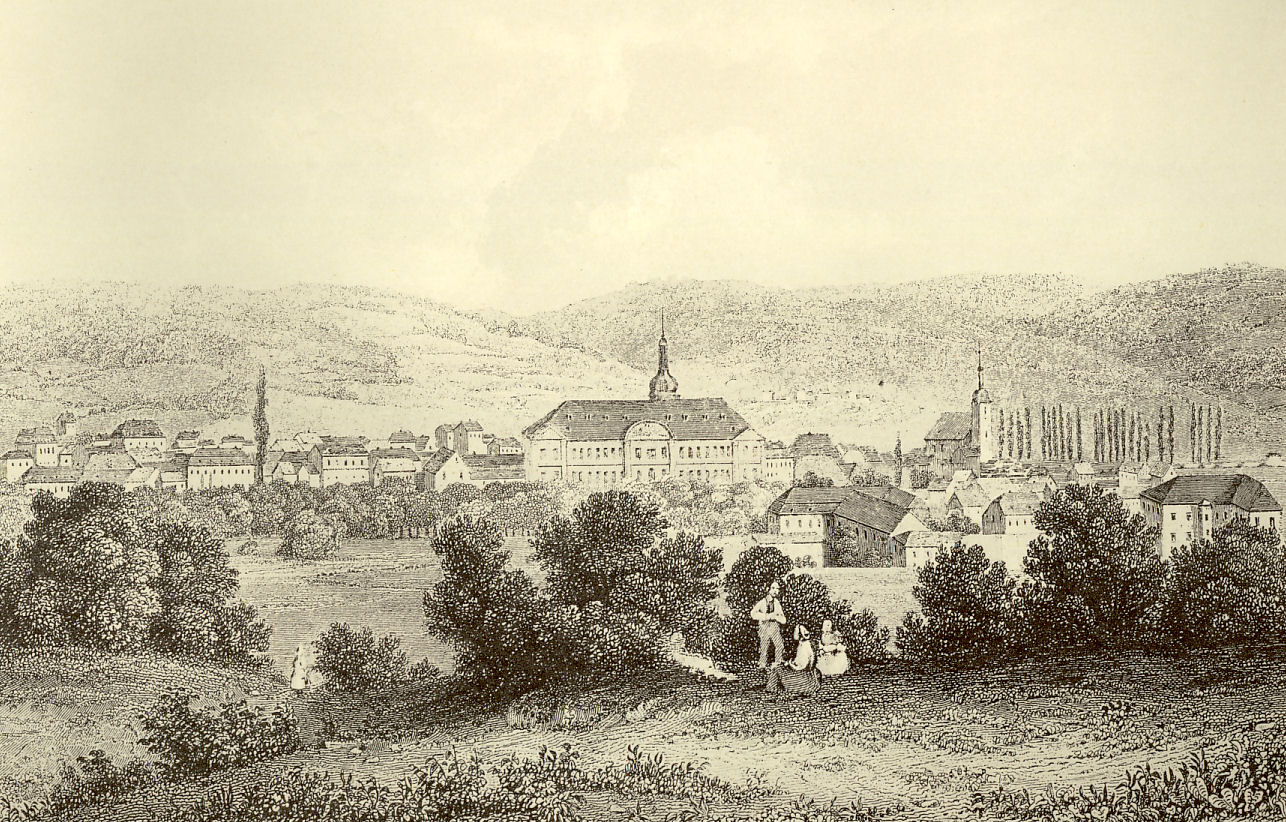
Deux-Ponts d'après une gravure du XIX.

- Bubenhausen
- Ernstweiler
- Ixheim
- Niederauerbach
- Mittelbach-Hengstbach
- Mörsbach
- Oberauerbach
- Rimschweiler
- Wattweiler

## Jumelages
- Boulogne-sur-Mer (France) depuis 1959
- Yorktown (États-Unis) depuis 1978
- Barrie (Canada) depuis 1996
- Nyakizu (Rwanda) depuis 1982

## Patrimoine
- Le château de Deux-Ponts, château ducal dont la forme actuelle date de 1725, et qui est le plus grand château palatin avec un style baroque nordique. Il a été construit  entre 1720 et 1725 par l'architecte Jonas Erikson Sundahl, et est l'ancienne résidence des ducs de Deux-Ponts. Il est aujourd'hui le siège de l’Oberlandesgericht palatin.
- L’Herzogvorstadt se compose de plusieurs bâtiments baroques, construits dans la période 1762-1772. L'ensemble est construit sur les plans de Christian Ludwig Hautt. Parmi les bâtiments qui n'ont pas été détruits dans la dernière guerre, il demeure, entre autres choses, le conseil municipal, le tribunal de district, les archives municipales et le musée de la ville.
- L'église d'Alexandre est une église protestante unie de style gothique tardif protestante dont la construction a commencé en 1493, elle est la plus ancienne église de Deux-Ponts.
- L'église de Charles protestante unie, édifiée de 1708 à 1711 au nom du roi Charles XII de Suède, en sa qualité de duc de Deux-Ponts.
- L'église Sainte-Croix est la troisième église dans le centre-ville elle est beaucoup plus récente que les deux autres.
- Gasthaus "Zum Hirsch" : l'ancienne auberge est la plus vieille maison du centre-ville.
- Villa Ipser, construite en 1908 pour un fabricant de chaussures. Située à Rothenberg, elle est considérée comme l'un des bâtiments les plus importants de l'Art nouveau en Allemagne.

## Tourisme et culture
- En tant que ville de la Grande Région, Deux-Ponts participe au programme de l’année européenne de la culture 2007.
- Nicolas Appert, inventeur de la conserve alimentaire, était officier de bouche du duc Christian IV de 1772 à 1775.
- La roseraie des Deux-Ponts (Europas Rosengarten), troisième roseraie du monde en superficie, est une attraction majeure de la ville.
- Musée.

## Transport
- Aéroport de Deux-Ponts
- Aéroport de Deux-Ponts (ZQW/EDRZ) - régional et international

## Personnalités nées à Deux-Ponts
- Wolfgang de Bavière (1526-1569), duc de Deux-Ponts.
- Otto Carius (1922-2015), commandant de panzers.
- Roger Faulques (1924-2011) , militaire français.
- Wilhelm Fahrmbacher (1888-1970), général allemand de la Seconde Guerre mondiale.
- Peter Fleischmann (1937- ...), réalisateur.
- Michael Jakosits (1970-), champion olympique de tir.
- Henri Karr (1784-1842), pianiste et compositeur d'origine bavaroise.
- Heinrich Molenaar (1870-1965), philosophe et interlinguiste.
- Carl Heinrich Schultz Bipontinus (1805-1867), médecin et botaniste.
- Ludwig Seidel (1821-1886), mathématicien et physicien.
- Georges Félix de Wimpffen (1744-1814), général d'Empire.
- Jean-Joseph Kenn (1757-1840), second cor à l'Opéra de Paris.